# Передние Яндоуши
Пере́дние Яндо́уши (чув. Малти Ӑнтавӑш) — деревня Канашского района Чувашской Республики Российской Федерации. Входит в состав Среднекибечского сельского поселения.

## География
Расположена на реке Яндоушка на крайнем северо-востоке района в 9 км к северо-западу от ж.-д. станции Шоркистры. Ближайшие населённые пункты: Хоруй (2 км к северо-востоку), Задние Яндоуши (3 км к западу).

## Население
| 2010 | 2012 |
| ---- | ---- |
| 209  | →209 |

### Национальный и гендерный состав
Согласно результатам переписи 2002 года, в национальной структуре населения чуваши составляли 94 % от общей численности в 252 чел., из них мужчин 118, женщин 134.

## Известные уроженцы
- Ефимов, Георгий Андреевич — чувашский народный поэт, прозаик, переводчик.

## Транспорт
Недалеко от деревни проходит местная автодорога Канаш — Челкумаги — М7.